# Freadelpha breuningi
Freadelpha breuningi là một loài bọ cánh cứng trong họ Cerambycidae.